# 1291

## Esdeveniments
- 28 de maig, Acre: El Soldanat Mameluc expulsa els cristians, el darrer enclavament del Regne de Jerusalem a Terra Santa.
- 29 de novembre, Monteagudo de las Vicarías, Regne de Castella: Els reis Jaume el Just i Sanç IV de Castella signen la concòrdia de Monteagudo pactant el repartiment de l'Àfrica del Nord.
- Universitat de Coimbra Primera universitat al Regne de Portugal
- Neix la Confederació Helvètica (Suïssa)
- Establiment dels artesans de vidre a Murano[1]

## Naixements
- Nísibis: Abdiso bar Berika, escriptor en siríac
- Alfons IV rei de Portugal

## Necrològiques
Països Catalans
- Alfons el Franc (a Barcelona), rei d'Aragó i comte de Barcelona.

Món
- 14 d'octubre - Anhive (a prop de Namur), Comtat de Namur: Joan de Flandes, príncep-bisbe del principat de Lieja